# Janów (powiat poddębicki)
Janów – wieś w Polsce położona w województwie łódzkim, w powiecie poddębickim, w gminie Dalików. Miejscowość wchodzi w skład sołectwa Budzynek.
W latach 1975–1998 miejscowość administracyjnie należała do województwa sieradzkiego.